# Leopold Mannes
Leopold Damrosch Mannes (* 26. Dezember 1899 in New York City; † 11. August 1964 in Martha’s Vineyard) war ein US-amerikanischer Pianist, Komponist, Musikpädagoge und Erfinder.

## Leben
Der Sohn von David und Clara Mannes besuchte die New Yorker Riverdale School. Dort lernte der Leopold Godowsky, Jr., den Sohn des Pianisten Leopold Godowsky kennen. Beide verband das Interesse für Musik und Fotografie. Von 1917 bis 1920 studierte Mannes Physik und Musikwissenschaft an der Harvard University und besuchte Kurse an der David Mannes Music School (später Mannes College of Music) und am Institute of Musical Arts (später Juilliard School). Seine Lehrer waren u. a. im Fach Klavier Elizabeth Quaile, Guy Maier, Berthe Bert und Alfred Cortot und im Fach Komposition Johannes Schreyer, Percy Goetschius und Rosario Scalero. 1925 gewann er ein Pulitzer Fellowship, 1927 ein Guggenheim-Stipendium.
1922 debütierte Mannes als Pianist. Seine Arbeit am Mannes College begann 1927. Er unterrichtete dort bis 1931 und erneut von 1946 bis 1948 Musiktheorie und Komposition. Von 1940 bis 1948 war er Direktor, danach bis 1952 Codirektor, außerdem von 1950 bis 1964 Präsident des Colleges. Als Komponist trat Mannes mit Liedern, Orchester- und Klavierwerken hervor.
Bereits seit 1919 arbeitete Mannes mit Godowsky an der Entwicklung eines Farbfilms. 1922 gründeten beide ein Laboratorium in New York. Mit Unterstützung von Charles E. Mees gingen sie 1930 nach Rochester, wo sie in Zusammenarbeit mit den Kodak Research Laboratories des Kodachrome-Verfahren entwickelten.

## Werke
- 3 Short Pieces for Orchestra (1926)
- Schauspielmusik zu William Shakespeares The Tempest (1930)
- String Quartet (1928)
- Suite for 2 Pianos (1924)
- Lieder